# Aïn Roua
Aïn Roua è un comune dell'Algeria, situato nella provincia di Sétif.